# Dacia Bigster
Dacia Bigster – samochód osobowy typu SUV klasy kompaktowej produkowany pod rumuńską marką Dacia produkowany od 2024 roku i wprowadzony na rynek na początku 2025 roku. Bazuje na Dacii Duster trzeciej generacji, wyróżniając się wydłużonym nadwoziem i rozstawem osi.

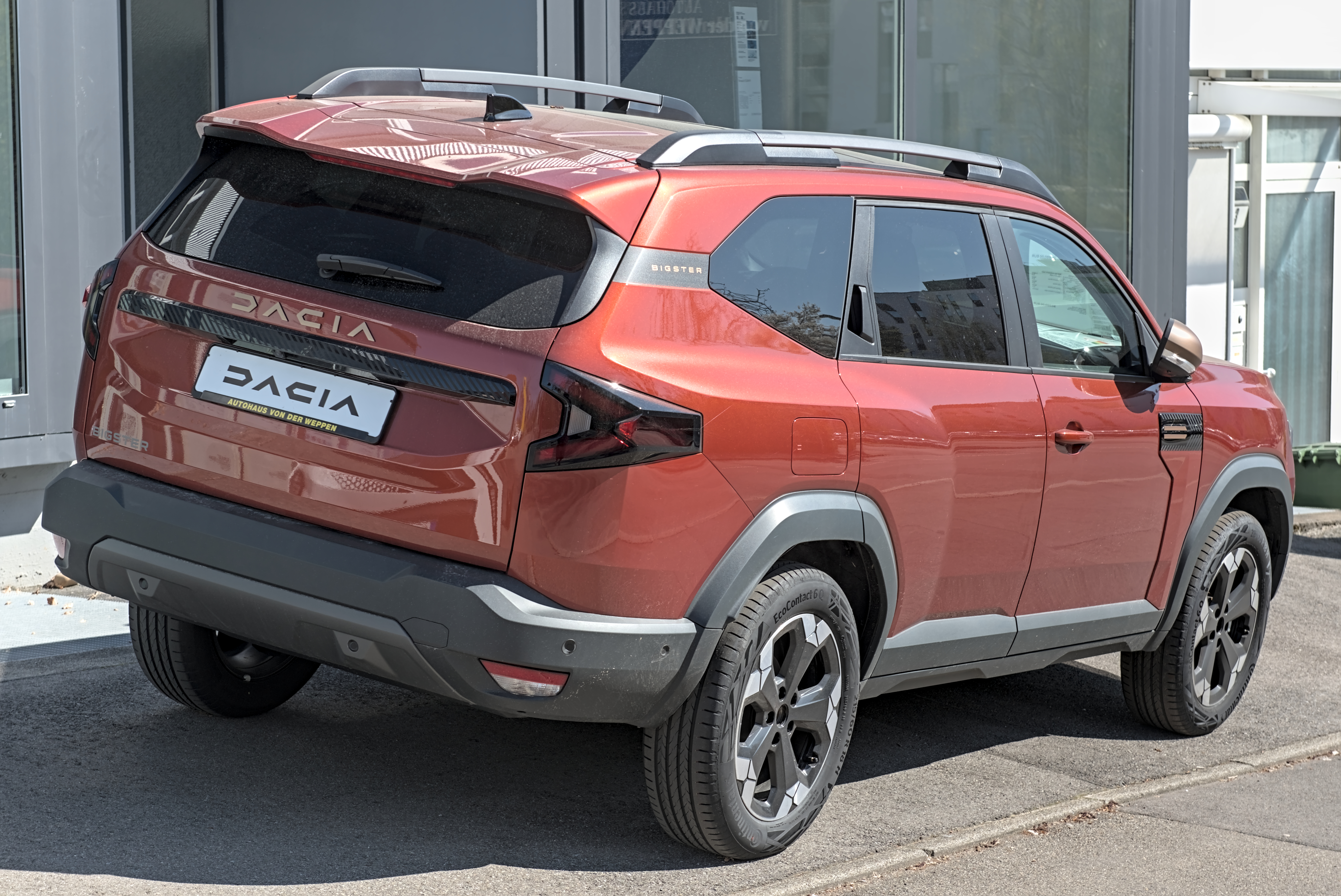
Dacia Bigster - tył

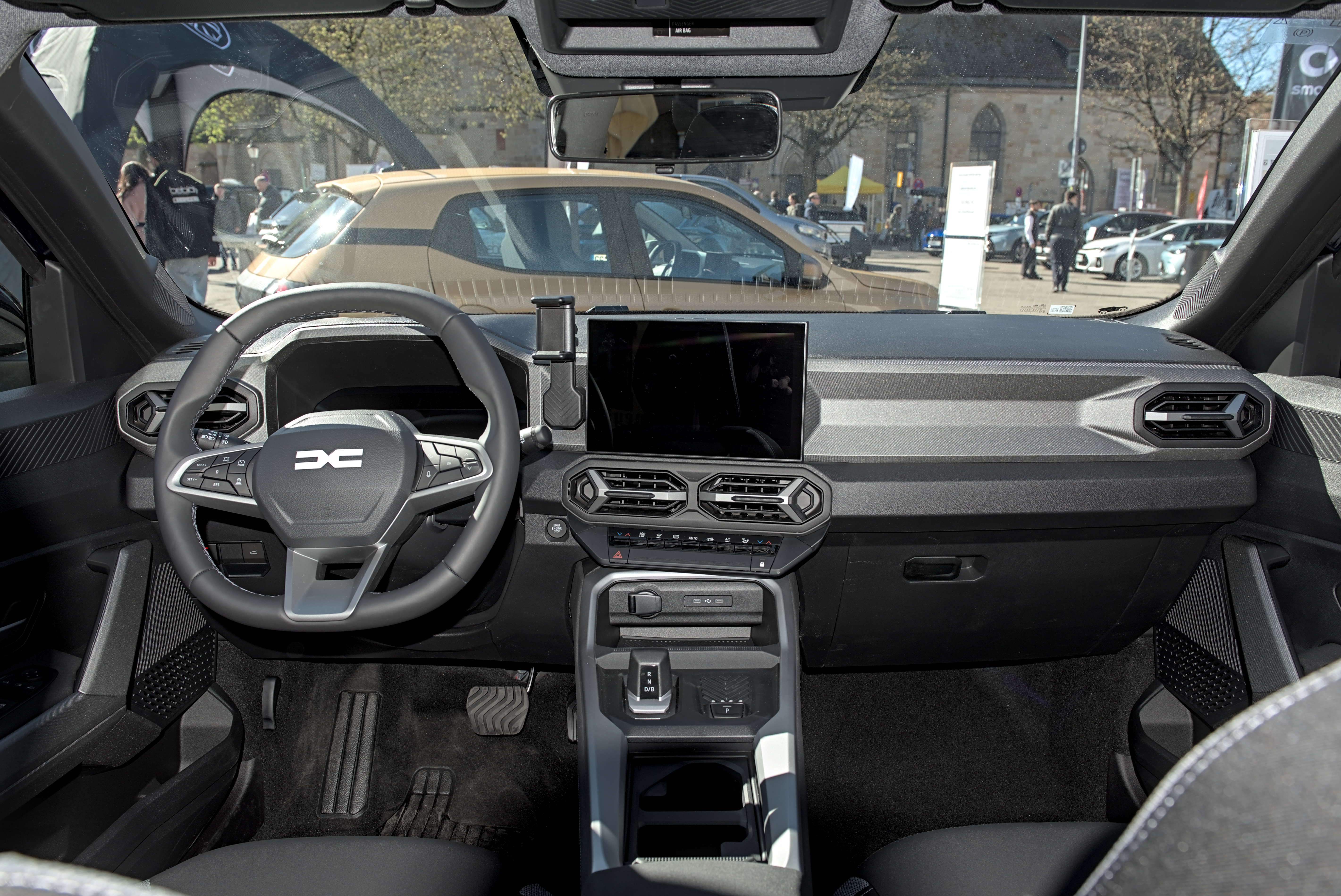
Dacia Bigster wnętrze

Dacia Bigster została zaprezentowana w październiku podczas 90. edycji Międzynarodowy Salon Samochodowy w Paryżu w 2024 r.
Auto po raz pierwszy zostało zaprezentowane w wersji koncepcyjnej podczas prezentacji planu strategicznego Renaulution 14 stycznia 2021 r. Dacia zaprezentowała Bigster Concept Concept to solidny i przestronny pojazd o długości 4,6 m, który oferuje wszystko, czego wymaga SUV w swoim segmencie. Ma wystartować w 2025 roku.
Produkcja Dacii Bigster rozpoczęła się w grudniu 2024r. Zamówienia na pojazd można było składać od stycznia 2025 r.
Bigster Jest to szósty model marki Dacii (na rok 2025). Bigster bazuje na platformie technicznej CMF-B koncernu Renault i wydłużonej o 23  cm konstrukcji Dacii Duster III . Wykorzystuje wiele elementów, takich jak maska i reflektory 
Przód auta zwraca uwagę przetłoczeniem na pokrywie silnika oraz sygnaturą świetlną i logo „Dacia Link”. Z boku terenową funkcję SUV-a podkreślają osłony nadkoli i progów. Panoramiczny otwierany szklany dach rozświetla wnętrze kabiny, a dodatkowym wyróżnikiem tej wersji jest specjalny lakier w kolorze niebieskim Indigo.

## Wersje wyposażeniowe
Standardowe wyposażenie pojazdu w wersji Essential obejmuje : 17-calowe felgi aluminiowe, relingi dachowe, system multimedialny Media Display z 10,1-calowym ekranem i 7-calowym zestawem wskaźników, manualną klimatyzację, radar i kamerę cofania oraz elektryczne szyby.
- Essential
- Expression
- Journey
- Extreme

## Silniki
- Benzynowe
- Hybrydowe

| Silnik                 | Pojemność skokowa [cm³] | Moc maksymalna [KM] ( [kW] ) przy obr./min | Maks. moment obrotowy [Nm] przy obr./min | Układ i liczba cylindrów | Układ rozrządu/liczba zaworów | Przyśpieszenie 0-100 km/h (s) | Prędkość maksymalna km/h | Spalanie miasto/trasa/średnio (l/100km) | Emisja CO2 (g/km) |
| 1.2 R3 TCe Mild Hybrid | 1199                    | 130(96)/ 4600                              | 230/2250                                 | R3                       | 12                            | 9,9/11                        | 174                      | 5,9                                     | 133               |
| TCe 1.2 130            | 1199                    | 130(96)/ 4600                              | 230/2250                                 | R3                       | 12                            | 11,2                          | 180                      | 6,1                                     | 137               |
| TCe 1.2 130 4×4        | 1199                    | 130(96)/ 4600                              | 230/2250                                 | R3                       | 12                            | 11,2                          | 180                      | 6,1                                     | 137               |
| TCe 1.8 Hybrid         | 1799                    | 156(115)                                   | 205/3000                                 | R4                       | 12                            | 9,7                           | 180                      | 4,7                                     | 104/107           |